# Montreuil – Hôpital (Métro Paris)
Montreuil – Hôpital ist der Name einer Tunnelstation der Linie 11 der Pariser Métro. Sie befindet sich sowohl in Montreuil als auch in Noisy-le-Sec, beide im Département Seine-Saint-Denis, wenige Kilometer östlich der Pariser Stadtgrenze. Die Station liegt unter dem Boulevard de la Boissière.
Die Eröffnung der Station erfolgte am 13. Juni 2024. Sie ist Teil der Verlängerung um sechs Stationen von Mairie des Lilas bis Rosny-Bois-Perrier. Die Bauarbeiten begannen am 10. Dezember 2016.